# Wil McCarthy
William Terence McCarthy (geboren am 16. September 1966 in Princeton, New Jersey) ist ein amerikanischer Schriftsteller und Unternehmer. Er ist bekannt als Science-Fiction-Autor, insbesondere durch die Romanserie Queendom of Sol.

## Leben
McCarthy studierte an der University of Colorado at Boulder, wo er 1988 mit einem Bachelor in Luft- und Raumfahrttechnik abschloss. Anschließend arbeitete er bei Lockheed Martin Space Launch Systems, von 1998 bis 2001 bei Omnitech Robotics und war leitender Ingenieur bei Galileo Shipyards. Er wurde 2003 Gründer und Leiter von The Programmable Matter Corporation in Lakewood. Die Firma zielt auf die Entwicklung von programmable matter, „programmierbarer Materie“, also Produkten im Grenzbereich von Nanotechnologie und innovativen Werkstoffen.
Für entsprechende Materialien und Konzepte – die auch in einigen seiner Erzählungen eine zentrale Rolle spielen – verwendet McCarthy den Begriff wellstone, ein Kofferwort aus quantum well (Quantenpunkte) und stone (i.e. Silicium). 
Außerdem war McCarthy 2006 Mitbegründer und bis 2014 technischer Leiter von RavenBrick, einer Solartechnikfirma, inzwischen umbenannt in RavenWindow. The Programmable Matter Corporation wurde 2006 von RavenBrick übernommen. 
Ab 2014 arbeitete er für Brite-Line Technologies in Denver, Colorado.
Ab 1990 begann McCarthy SF-Erzählungen zu veröffentlichen, sein erster Roman – wenn man von dem Kurzroman Dirtyside Down absieht – war Aggressor Six (1996), in dem die Menschheit im 34. Jahrhundert gegen eine außerirdische Rasse kämpft und der Invasoren erst mit Hilfe einer Gruppe von Menschen Herr wird, die ausgebildet wurden, so wie der Feind zu denken. Der Roman wurde für den Locus Award nominiert. 1998 folgte die 1000 Jahre später handelnde Fortsetzung The Fall of Sirius.
McCarthys bekanntestes Werk ist die Romanserie Queendom of Sol, deren erster Band The Collapsium 2000 erschien. The Collapsium wurde für den Nebula Award, den Seiun-Preis und den Locus Award nominiert, für den auch der dritte und vierte Band nominiert wurden. Der vierte Band To Crush the Moon (2005) wurde für Nebula Award und Philip K. Dick Award nominiert. In der Zukunft der Romanserie ist das Sonnensystem eine Monarchie. Die Entwicklung wird aber nicht von der Königin bestimmt, sondern durch neue Materialien – insbesondere das titelgebende Collapsium, einer aus winzigen schwarzen Löchern bestehenden Art von Unobtainium –, deren phantastische Eigenschaften gigantische Konstrukte ermöglichen, zum Beispiel einen Collapsium-Ring um die Sonne. Diese technischen Wunder bringen aber zugleich ungeheure Gefahren apokalyptischen Ausmaßes mit sich. Ähnlich katastrophal ist der Verlauf in Bloom (1998), wo eine außer Kontrolle geratene Masse von Nanobots sich das innere Sonnensystem einverleibt. Auch Bloom wurde für den Locus Award nominiert.
McCarthy gilt als vielversprechender Hard-SF-Autor einer neuen Generation und wurde als solcher mit Greg Bear und Arthur C. Clarke verglichen. 
In der Encyclopedia of Science Fiction schrieb John Clute: „Es herrscht entschieden der Eindruck, dass man McCarthys beste Arbeiten noch nicht gesehen hat.“ Allerdings sind seit 2005 nur noch einige Kurzgeschichten erschienen.
Ab 1999 bis 2009 schrieb McCarthy die populärwissenschaftliche Kolumne Lab Notes für den Science-Fiction-Sender Sci Fi Channel. 
Von 2002 bis 2006 schrieb er Beiträge für die Technikzeitschrift Wired.
McCarthy lebt mit seiner Familie in Denver.

## Auszeichnungen
- 2006: Analog Readers Poll Award für den Artikel Mission to Utah: A Science Fiction Writer’s Adventures at the Mars Society Desert Research Station
- 2022: Prometheus Award für den Roman Rich Man's Sky

## Bibliografie
Die Serien sind nach dem Erscheinungsjahr des ersten Teils geordnet.
Waisters (Romanserie)
- 1 Aggressor Six (1994)
- 2 The Fall of Sirius (1996)

Dream (Kurzgeschichtenserie)
- The Dream of Houses (1995)
- The Dream of Castles (1997)
- The Dream of Nations (1998)

Queendom of Sol (Romanserie)
- 1 The Collapsium (2000)
  - Deutsch: Sol : Der Schöpfer der Ewigkeit. Übersetzt von Norbert Stöbe. Heyne, 2006, ISBN 3-453-52171-4.
- 2 The Wellstone (2003)
  - Deutsch: Sol : Die Rebellion des Prinzen. Übersetzt von Norbert Stöbe. Heyne, 2006, ISBN 3-453-52172-2.
- 3 Lost in Transmission (2004)
  - Deutsch: Sol : Die Kolonie des Königs. Übersetzt von Norbert Stöbe. Heyne, 2007, ISBN 978-3-453-52173-5.
- 4 To Crush the Moon (2005)
- The Monarchs of Sol (2003, Sammelausgabe von 1 und 2)

Romane
- Dirtyside Down (1991)
- Flies from the Amber (1995)
- Murder in the Solid State (1996)
- Bloom (1998)
- Antediluvian (2019)
- Rich Man's Sky (2021)

Kurzgeschichten
- What I Did with the OTV Grissom (1990)
- Amerikano Hiaika (1991)
  - Deutsch: Amerikano Hiaika. 1998.
- Looking For Pablo (1992)
- A Midnight Clear (1994, mit Gregory R. Hyde)
- The Blackery Dark (1994)
- Rocket Ghosts (1995)
- Jarvik Hearts (1996)
- Outcolony (1998)
- Once Upon a Matter Crushed (1999)
- Programmable Matter (2000)
- No Job Too Small (2001)
- Dinner with Gtoim (2002)
- He Died That Day, in Thirty Years (2002)
- Garbage Day (2002)
- They Will Raise You in a Box (2005)
- The Policeman’s Daughter (2005)
- Boundary Condition (2006)
- Heisenberg Elementary (2006)
- The Technetium Rush (2006)
- Marklord Pete (2007)
- The Necromancer in Love (2007)
- How the Bald Apes Saved Mass Crossing (2008)
- Soul Printer (2008) also appeared as:
- Variant: The Soul Printer (2008)
- The Freshmen Hook Up (2009)
- Wyatt Earp 2.0 (2016)
- The Last Biker Gang (2018)

Anthologie
- Once upon a Galaxy (2002, mit Martin H. Greenberg und John Helfers)

Sachliteratur
- Hacking Matter: Levitating Chairs, Quantum Mirages, and the Infinite Weirdness of Programmable Atoms (2003)